# Yrjö Nikkanen
Yrjö Nikkanen   (Pobeda, 31 de desembre de 1914 - Nokia, 18 de novembre de 1985) va ser un atleta finlandès, especialista en el llançament de javelina, que va competir durant les dècades de 1920 i 1930.
Va prendre part en els Jocs Olímpics d'Estiu de 1936 de Berlín, on guanyà la medalla de plata en la prova del llançament de javelina del programa d'atletisme.
En el seu palmarès també destaquen dues medalles de plata en la prova del llançament de javelina al Campionat d'Europa d'atletisme, el 1938, rere el finlandès Matti Järvinen, i el 1946 rere el suec Lennart Atterwall. També guanyà els campionats nacionals de javelina de 1936, 1937, 1938, 1939, 1943 i 1946.
El 25 d'agost de 1938 va establir un nou rècord del món de javelina amb un llançament de 77,87 metres. Dos mesos més tard, el 16 d'octubre, el millorà amb un llançament de 78,70 metres. Aquest rècord va ser vigent fins al 8 d'agost de 1953, quan Bud Held el millorà.

## Millors marques
- Llançament de javelina. 78,70 metres (1938)[5]